# (I Just Want It) To Be Over
(I Just Want It) To Be Over este cel de-al doilea single extras de pe albumul de debut al cântăreței Keyshia Cole. A fost promovată numai în S.U.A., unde a obținut succes notabil în clasamentul Billboard Bubbling Under Hot 100 .

## Clasamente
| Clasament                                     | Poziția maximă |
| --------------------------------------------- | -------------- |
| U.S. Billboard Bubbling Under Hot 100 Singles | 1              |
| U.S. Billboard Hot R&B/Hip-Hop Songs          | 30             |
| U.S. Billboard Hot Singles Sales              | 45             |